# 15 février aux Jeux olympiques d'hiver de 2022
Pour un article plus général, voir Jeux olympiques d'hiver de 2022.
Le mardi 15 février aux Jeux olympiques d'hiver de 2022 est le quatorzième jour de compétition.

## Programme
| Heure UTC+8 (Pékin)                           |               |
| bleu                                          | Cérémonie     |
| neutre                                        | Épreuve       |
| or                                            | Finale        |
| orange                                        | Petite finale |
| rose                                          | Reporté       |
| gris                                          | Annulé        |
| Compétition masculine                         | Hommes        |
| Compétition féminine                          | Femmes        |
| Compétition mixte (hommes et femmes mélangés) | Mixte         |
| Compétition en couple (1 homme et 1 femme)    | Couple        |
| modifier                                      |               |

| Horaire | Discipline Spécialité | Discipline Spécialité                     | Discipline Spécialité | Phase                        | Résultats | Références |
| ------- | --------------------- | ----------------------------------------- | --------------------- | ---------------------------- | --- | ---------- |
| 09 h 05 |                       | Curling Tournoi masculin                  | Compétition hommes    | Premier tour 9e session      | 5 - 12 | -          |
| 09 h 05 |                       | Curling Tournoi masculin                  | Compétition hommes    | Premier tour 9e session      | 10 - 8 | -          |
| 09 h 05 |                       | Curling Tournoi masculin                  | Compétition hommes    | Premier tour 9e session      | 4 - 7 | -          |
| 09 h 05 |                       | Curling Tournoi masculin                  | Compétition hommes    | Premier tour 9e session      | 8 - 3 | -          |
| 09 h 30 |                       | Snowboard Big air femmes                  | Compétition femmes    | Finale                       | Anna Gasser · Zoi Sadowski-Synnott · Kokomo Murase                                                           | -          |
| 09 h 30 |                       | Ski acrobatique Slopestyle                | Compétition femmes    | Finale                       | Mathilde Gremaud · Gu Ailing · Kelly Sildaru                                                                 | -          |
| 11 h 00 |                       | Ski alpin Descente                        | Compétition femmes    | Finale                       | Corinne Suter · Sofia Goggia · Nadia Delago                                                                  | -          |
| 12 h 10 |                       | Hockey sur glace Tournoi masculin         | Compétition hommes    | Playoff Match 19             | 4 - 0 | -          |
| 12 h 10 |                       | Hockey sur glace Tournoi masculin         | Compétition hommes    | Playoff Match 20             | 3 - 2 | -          |
| 13 h 00 |                       | Snowboard Big air hommes                  | Compétition hommes    | Finale                       | Su Yiming · Mons Røisland · Maxence Parrot                                                                   | -          |
| 14 h 05 |                       | Curling Tournoi féminin                   | Compétition femmes    | Premier tour 9e session      | 5 - 11 | -          |
| 14 h 05 |                       | Curling Tournoi féminin                   | Compétition femmes    | Premier tour 9e session      | 9 - 3 | -          |
| 14 h 05 |                       | Curling Tournoi féminin                   | Compétition femmes    | Premier tour 9e session      | 6 - 9 | -          |
| 14 h 05 |                       | Curling Tournoi féminin                   | Compétition femmes    | Premier tour 9e session      | 10 - 4 | -          |
| 14 h 30 |                       | Biathlon Relais hommes                    | Compétition hommes    | Finale                       | Norvège · France · ROC                                                                                       | -          |
| 14 h 30 |                       | Patinage de vitesse Poursuite par équipes | Compétition femmes    | Demi-finale                  | - | -          |
| 14 h 52 |                       | Patinage de vitesse Poursuite par équipes | Compétition hommes    | Demi-finale                  | - | -          |
| 15 h 00 |                       | Combiné nordique Grand tremplin + 10 km   | Compétition hommes    | Manche d'essai (saut)        | - | -          |
| 15 h 24 |                       | Patinage de vitesse Poursuite par équipes | Compétition femmes    | Finale D                     | - | -          |
| 15 h 30 |                       | Patinage de vitesse Poursuite par équipes | Compétition femmes    | Finale C                     | - | -          |
| 15 h 43 |                       | Patinage de vitesse Poursuite par équipes | Compétition hommes    | Finale D                     | - | -          |
| 15 h 49 |                       | Patinage de vitesse Poursuite par équipes | Compétition hommes    | Finale C                     | - | -          |
| 16 h 00 |                       | Combiné nordique Grand tremplin + 10 km   | Compétition hommes    | Manche de compétition (saut) | - | -          |
| 16 h 22 |                       | Patinage de vitesse Poursuite par équipes | Compétition femmes    | Finale B                     | - | -          |
| 16 h 28 |                       | Patinage de vitesse Poursuite par équipes | Compétition femmes    | Finale                       | Canada · Japon · Pays-Bas                                                                                    | -          |
| 16 h 40 |                       | Hockey sur glace Tournoi masculin         | Compétition hommes    | Playoff Match 21             | 2 - 4 | -          |
| 16 h 41 |                       | Patinage de vitesse Poursuite par équipes | Compétition hommes    | Finale B                     | - | -          |
| 16 h 47 |                       | Patinage de vitesse Poursuite par équipes | Compétition hommes    | Finale                       | Norvège · ROC · États-Unis                                                                                   | -          |
| 18 h 00 |                       | Patinage artistique Femmes                | Compétition femmes    | Programme court              | - | -          |
| 19 h 00 |                       | Combiné nordique Grand tremplin + 10 km   | Compétition hommes    | Finale                       | Jørgen Graabak · Jens Lurås Oftebro · Akito Watabe                                                           | -          |
| 19 h 00 |                       | Ski acrobatique Saut                      | Compétition hommes    | Qualifications               | - | -          |
| 20 h 05 |                       | Curling Tournoi masculin                  | Compétition hommes    | Premier tour 10e session     | 6 - 7 | -          |
| 20 h 05 |                       | Curling Tournoi masculin                  | Compétition hommes    | Premier tour 10e session     | 10 - 4 | -          |
| 20 h 05 |                       | Curling Tournoi masculin                  | Compétition hommes    | Premier tour 10e session     | 6 - 8 | -          |
| 20 h 05 |                       | Curling Tournoi masculin                  | Compétition hommes    | Premier tour 10e session     | 7 - 6 | -          |
| 20 h 15 |                       | Bobsleigh Bob à deux hommes               | Compétition hommes    | Manche 3                     | - | -          |
| 21 h 10 |                       | Hockey sur glace Tournoi masculin         | Compétition hommes    | Playoff Match 22             | 7 - 2 | -          |
| 21 h 50 |                       | Bobsleigh Bob à deux hommes (manche 4)    | Compétition hommes    | Finale                       | Francesco Friedrich / Thorsten Margis · Johannes Lochner / Florian Bauer · Christoph Hafer / Matthias Sommer | -          |

## Tableau des médailles provisoire
- Pays organisateur (Chine)

| Rang  | Nation           | Or | Argent | Bronze | Total |
| ----- | ---------------- | -- | ------ | ------ | ----- |
| 01    | Norvège          | 3  | 2      | 0      | 5     |
| 02    | Suisse           | 2  | 0      | 0      | 2     |
| 03    | Allemagne        | 1  | 1      | 1      | 3     |
| 04    | Chine            | 1  | 1      | 0      | 2     |
| 05    | Canada           | 1  | 0      | 1      | 2     |
| 06    | Autriche         | 1  | 0      | 0      | 1     |
| 07    | Japon            | 0  | 1      | 2      | 3     |
| 08    | Italie           | 0  | 1      | 1      | 2     |
| 08    | ROC              | 0  | 1      | 1      | 2     |
| 10    | Nouvelle-Zélande | 0  | 1      | 0      | 1     |
| 10    | France           | 0  | 1      | 0      | 1     |
| 12    | Estonie          | 0  | 0      | 1      | 1     |
| 12    | Pays-Bas         | 0  | 0      | 1      | 1     |
| 12    | États-Unis       | 0  | 0      | 1      | 1     |
| Total | Total            | 9  | 9      | 9      | 27    |

| Rang  | Nation           | Or | Argent | Bronze | Total |
| ----- | ---------------- | -- | ------ | ------ | ----- |
| 01    | Norvège          | 12 | 7      | 7      | 26    |
| 02    | Allemagne        | 9  | 6      | 3      | 18    |
| 03    | États-Unis       | 7  | 6      | 4      | 17    |
| 04    | Autriche         | 6  | 6      | 4      | 16    |
| 05    | Pays-Bas         | 6  | 4      | 3      | 13    |
| 06    | Chine            | 6  | 4      | 2      | 12    |
| 07    | Suède            | 5  | 3      | 3      | 11    |
| 08    | Suisse           | 5  | 0      | 5      | 10    |
| 09    | ROC              | 4  | 7      | 9      | 20    |
| 10    | France           | 3  | 7      | 2      | 12    |
| 11    | Italie           | 2  | 6      | 5      | 13    |
| 12    | Japon            | 2  | 5      | 7      | 14    |
| 13    | Canada           | 2  | 4      | 11     | 17    |
| 14    | Slovénie         | 2  | 3      | 2      | 7     |
| 15    | Corée du Sud     | 1  | 3      | 1      | 5     |
| 16    | Australie        | 1  | 2      | 1      | 4     |
| 17    | Finlande         | 1  | 1      | 2      | 4     |
| 18    | Nouvelle-Zélande | 1  | 1      | 0      | 2     |
| 19    | Hongrie          | 1  | 0      | 2      | 3     |
| 20    | Tchéquie         | 1  | 0      | 1      | 2     |
| 21    | Slovénie         | 1  | 0      | 0      | 1     |
| 22    | Biélorussie      | 0  | 2      | 0      | 2     |
| 23    | Espagne          | 0  | 1      | 0      | 1     |
| 24    | Belgique         | 0  | 0      | 1      | 1     |
| 24    | Estonie          | 0  | 0      | 1      | 1     |
| 24    | Lettonie         | 0  | 0      | 1      | 1     |
| 24    | Pologne          | 0  | 0      | 1      | 1     |
| Total | Total            | 78 | 78     | 78     | 234   |